# Eupilaria taprobanica
Eupilaria taprobanica är en tvåvingeart som beskrevs av Alexander 1958. Eupilaria taprobanica ingår i släktet Eupilaria och familjen småharkrankar.
Artens utbredningsområde är Sri Lanka. Inga underarter finns listade i Catalogue of Life.